# Paul Madier de Montjaux
Paul Madier de Montjaux (Lo Borg Sant Andiòu, Ardecha, 1785 - le Pré-Saint-Gervais, Sena, 1865) fou un magistrat i polític francès.
Durant l'Imperi ocupà el càrrec d'auditor en el Consell d'Estat, i el 1813 fou nomenat conseller del Tribunal Imperial de Nîmes, i com a tal dirigí el 1820 una petició a la Cambra dels diputats, que causà molta sensació, denunciant els manejos dels ultra reialistes en el departament del Gard. El Tribunal de Cassació no atengué la denúncia, però l'opinió pública es posà al costat de Madier, no obstant haver-se'l acusat de cercar l'escàndol amb les seves delacions. Emplaçat davant el tribunal per a respondre de la seva conducta, fou condemnat a una repressió i pagament de costes, defensant-lo el seu mateix pare. Madier tornà després a exercir el seu càrrec, i el 1830 fou elegit diputat per l'Ardecha, i posteriorment reelegit en diverses legislatures.
Mostrà les seves simpaties per la Revolució de juliol, i com a representant de la Cambra prengué part en el procés dels ministres de Carles X (1830). Més tard recolzà en la Cambra el partit conservador, i a partir de 1841 s'inclinà a favor dels legitimistes.
Havia estat nomenat el 1830 procurador general de Lió, i el 1831 conseller del Tribunal de Cassació, càrrec que servà fins al 1848, en què presentà la dimissió per no estar conforme amb les mesures del govern provisional, atemptatòries a la inamovibilitat dels jutges. Restà empresonat breu temps després del cop d'Estat del 2 de desembre de 1851 i deixà de figurar en la política.
La seva Petició dirigida a la Cambra dels diputats, en què denunciava les maniobres dels reialistes en el departament del Gard, fou impresa a París el 1820. El 1846 col·laborà en el diari d'oposició L'Esprit públic.

## Nissaga Madier de Montjaux
Paul era fill, del polític i advocat Nativitat Joseph (1755-1830), pare del polític Nativitat Francis (1814-1892), i avi del violinista Raoul (1841-1909)